# Dywizjon Karabinierów Konnych
Dywizjon Karabinierów Konnych – pododdział jazdy Wojska Polskiego w czasie wojny polsko-rosyjskiej 1831 roku.

## Historia dywizjonu
Zorganizowany na mocy prawa z 17 października 1817 roku Korpus Żandarmerii liczył 43 oficerów i 339 podoficerów, trębaczy i żołnierzy, w tym jednego pułkownika, jednego podpułkownika lub majora, 8 kapitanów, 33 poruczników lub podporuczników, 8 wachmistrzów, 8 trębaczy, 43 podoficerów, 46 żandarmów I klasy, 234 żandarmów II klasy.
W skład korpusu wchodził:
- sztab:
  - pułkownik - dowódca korpusu,
  - adiutant,
  - płatnik,

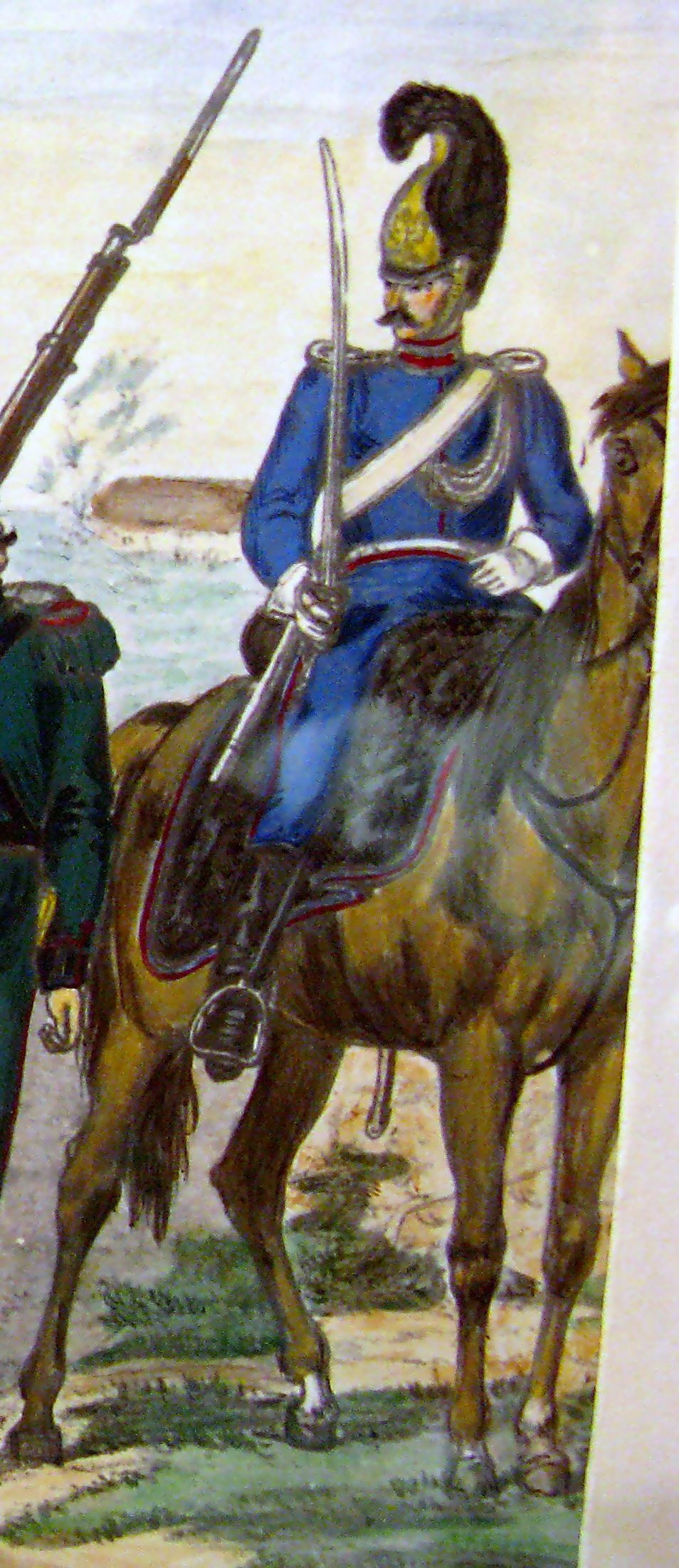
Karabinier konny

- oddział konny przy Naczelnym Wodzu:
  - 2 poruczników lub podporuczników,
  - 4 podoficerów,
  - 30 żandarmów I klasy (konnych),
- 8 komend wojewódzkich, w każdej:
  - kapitan,
  - wachmistrz,
  - podoficer,
  - trębacz,
  - 2 żandarmów I klasy (konnych),
  - 6 żandarmów II klasy (4 konnych i 2 pieszych),
- 31 komend obwodowych, w każdej:
  - porucznik lub podporucznik
  - podoficer
  - 6 żandarmów II klasy (4 konnych i 2 pieszych).

Wszyscy wachmistrze, trębacze i podoficerowie (59) oraz 202 żandarmów pełnić miało służbę konno, a pozostałych 78 żandarmów - pieszo.
W latach 1817–1830 żandarmeria wykonując czynności policji politycznej zasłużyła sobie na jak najgorszą opinię w Królestwie, a wielu oficerów na powszechną nienawiść. Stąd też z chwilą rozpoczęcia powstania listopadowego niektórzy oficerowie zbiegli za granicę, a później do Rosji, innych sprowadzono do Warszawy jako więźniów. Na prowincji żandarmeria zawiesiła swoją działalność. W tej sytuacji zapadła decyzja skoncentrowania korpusu pod Warszawą i reorganizacji. 19 oficerów przeniesiono do jazdy, a 2 do weteranów. W ich miejsce oddelegowano trzech oficerów.
22 grudnia 1830 dowódcą korpusu został podpułkownik 1 Pułku Ułanów Aleksander Konopka, który po kilku dniach zrezygnował z funkcji. 27 grudnia nowym dowódcą został major Pułku 2. Strzelców Konnych, Franciszek Sznajde.
28 stycznia 1831 Wódz Naczelny, Michał Gedeon Radziwiłł dokonał przeglądu zreorganizowanego korpusu, a usatysfakcjonowany wynikami 7 lutego wydał rozkaz o jego przeformowaniu w Dywizjon Karabinierów Konnych i skierowaniu go do czynnej służby w polu. Dywizjon składał się z dwóch szwadronów i 15 lutego liczył 15 oficerów oraz 332 podoficerów i karabinierów.
Pododdział został włączony do 2 Pułku Strzelców Konnych jako III dywizjon i razem z nim uczestniczył w kolejnych walkach z Rosjanami:
- 19 lutego pod Wawrem,
- 31 marca pod Dębem Wielkim,
- 26 maja pod Ostrołęką,
- 25 sierpnia pod Rogoźnicą,
- 28 sierpnia pod Krynką,
- 29 sierpnia pod Międzyrzeczem.

8 lipca nastąpiła zmiana na stanowisku dowódcy dywizjonu. Nowym dowódcą został ppłk Konstanty Borowy. W bitwie pod Ostrołęką karabinierzy osłaniali działania 4 baterii lekkokonnej Józefa Bema. Po wypadkach warszawskich 15 sierpnia dywizjon został użyty do służby policyjnej. Wszyscy żołnierze z uwagi na swą przeszłość traktowali mieszkańców miasta bardzo łagodnie. Największą sławę przyniosła karabinierom szarża w składzie 2 psk pod Dębem Wielkim wykonana "w ciemności prawie, szóstkami, po długiej i ciasnej grobli, przez most, na nieznany teren, na wieś, przeciwko niepokonanej jeszcze, niewstrząśniętej nawet moralnie piechocie nieprzyjacielskiej". W bitwie tej dwa dywizjony szaserów i jeden karabinierów rozbiły czworoboki dwóch pułków rosyjskich i zadecydowały o zwycięstwie pod koniec boju. Dywizjon zakończył działania bojowe 5 października pod Brodnicą, gdzie korpus generała Macieja Rybińskiego wraz z rządem i sejmem przekroczył granicę z Prusami. Z relacji współczesnych i historyków wynika jednoznacznie, że karabinierzy służbą frontową całkowicie zrehabilitowali się za swą postawę w latach 1817-1830. Przyznano im 12 złotych i 10 srebrnych krzyży Orderu Virtuti Militari. Kawalerami Orderu zostali między innymi:
1. podpułkownik Franciszek Sznajde, krzyż złoty, 16 marca 1831[1],
2. kapitan Franciszek Wyganowski, krzyż złoty, 16 marca 1831,
3. podoficer Tadeusz Paradowicz, krzyż srebrny, 16 marca 1831,
4. podchorąży Mikołaj Terlecki, krzyż srebrny, 16 marca 1831,
5. major Nikodem Miracki, krzyż złoty, 15 kwietnia 1831,
6. porucznik Paweł Pętkowski, krzyż złoty, 15 kwietnia 1831,
7. porucznik Wincenty Ujazdowski, krzyż złoty, 15 kwietnia 1831,
8. wachmistrz Piotr Kruszewski, krzyż srebrny, 15 kwietnia 1831,
9. wachmistrz Ignacy Doroszkiewicz, krzyż srebrny, 15 kwietnia 1831,
10. karabinier Walenty Kucharski, krzyż srebrny, 15 kwietnia 1831,
11. karabinier Dominik Kleczkowski, krzyż srebrny, 15 kwietnia 1831,
12. kapitan Franciszek Białkowski, krzyż złoty, 9 czerwca 1831,
13. kapitan Franciszek Kobyliński, krzyż złoty, 9 czerwca 1831,
14. porucznik Ignacy Gliński, krzyż złoty, 9 czerwca 1831,
15. podporucznik Wincenty Reklewski, krzyż złoty, 9 czerwca 1831,
16. wachmistrz Tomasz Janiszewski, krzyż srebrny, 9 czerwca 1831,
17. podoficer Piotr Malkowski, krzyż srebrny, 9 czerwca 1831,
18. karabinier Jakób Sawczyński, krzyż srebrny, 9 czerwca 1831,
19. karabinier Karol Zieliński, krzyż srebrny, 9 czerwca 1831,
20. lekarz batalionowy Maxymilian Töplitz, krzyż złoty, 4 września 1831,
21. aptekarz Ferdynand Wenery, krzyż złoty, 4 września 1831,
22. aptekarz Gosiewski, krzyż złoty, 4 września 1831,

Kawalerem orderu był także drugi dowódca dywizjonu Konstanty Borowy. Krzyż złoty otrzymał 16 marca 1831 jako major 2 Pułku Ułanów.

## Umundurowanie korpusu żandarmerii i karabinierów
Żandarmom przysługiwał kask z czarnej lakierowanej skóry według modelu rosyjskiego z roku 1808, z wysokim grzebieniem z czarnego włosia, z orzełkiem białym na mosiężnej blasze, z mosiężną podpinką; kurtka błękitna z karmazynowymi wyłogami rękawów, patkami na kołnierzu i wypustkami, guziki z wyobrażeniem granatu, na lewym ramieniu włóczkowe akselbanty, u oficerów - srebrne; spodnie paradne, białe sukienne, u oficerów zwykłe - łosiowe; buty długie z przybijanymi ostrogami, lejbik codzienny, płaszcz oraz surdut oficerski - krojem jak u strzelców konnych; furażerka błękitna z trzema karmazynowymi wypustkami; rękawice z mankietami; czaprak barankowy z błękitnym lampasem; w uzbrojeniu pałasz, pistolety i karabinek.

## Oddział Konnej Żandarmerii 1918-1921
Historia włączenia pododdziału żandarmerii do oddziału kawalerii powtórzyła się 88 lat później. W listopadzie 1919 Oddział Konnej Żandarmerii z Warszawy został włączony do 3 Pułku Dragonów, jako 2 szwadron I dywizjonu. Szwadron składał się z byłych legionistów oraz żołnierzy armii niemieckiej i rosyjskiej. Konie pochodziły z Polskiej Siły Zbrojnej. Dowódcą szwadronu, a następnie I dywizjonu był rotmistrz Henryk Tarło. Kadrę szwadronu stanowili porucznicy Gepner i Liszko, podporucznicy Wierucki i Czesław Jakóbiak oraz podchorąży Biesiekierski. W wojnie z bolszewikami I dywizjon walczył jako kawaleria dywizyjna 6 Dywizji Piechoty.